# Kup NS BiH (1994. – 2000.)
Kup Nogometnog saveza Bosne i Hercegovine je bilo nogometno kup natjecanje u Bosni i Hercegovini u većinski bošnjačkim područjima (pod kontrolom službene vlasti u Sarajevu), odnosno za klubove pod ingerencijom Nogometnog saveza Bosne i Hercegovine 

Ovaj kup se igrao do sezone 1999./2000. U sezonama 1997./98. i 1999./00. se igrala zajednička završnica s klubovima iz Kupa Herceg-Bosne, a od 2000./01. se igra kup na cijelom području Bosne i Hercegovine.

## Završnice
| sezona      | pobjednik    | rezultat završnice | poraženi             | napomene                                                                                          |
| ----------- | ------------ | ------------------ | -------------------- | ------------------------------------------------------------------------------------------------- |
| 1994./95.   | Čelik Zenica | 1:0                | Sloboda Tuzla        | završnica igrana u Tuzli                                                                          |
| 1995./96.   | Čelik Zenica | 2:1                | Sloboda Tuzla        |                                                                                                   |
| 1996./97.   | Sarajevo     | 2:0                | Željezničar Sarajevo |                                                                                                   |
| 1997./98.   | Sarajevo     | 1:0 (prod.)        | Sloboda Tuzla        | pobjednik igrao s pobjednikom Kupa Herceg-Bosne za zajednički naslov                              |
| 1998./99.   | Bosna Visoko | 1:0 (prod.)        | Sarajevo             |                                                                                                   |
| 1999./2000. |              |                    |                      | igrano do četvrtzavršnice, polufinalisti igrali s finalistima Kupa Herceg-Bosne za zajednički kup |

## Poveznice
- Nogometi savez BiH  Arhivirana inačica izvorne stranice od 16. veljače 2017. (Wayback Machine)
- Nogometni kup Bosne i Hercegovine
- Nogometni kup Federacije BiH
- Nogometni kup Herceg-Bosne
- Nogometni kup Republike Srpske